# Однажды ночью (фильм, 2001)
«Однажды ночью» (англ. 'Twas the Night) — американский детский рождественский телефильм 2001 года. Оригинальный фильм канала Дисней.

## Сюжет
Ник Ригли — безответственный человек, с которым вечно случаются неприятности. Однажды банда преступников решает через него взломать банковский счёт его босса. Запугав его, они дают ему срок до Рождества. Ник сбегает к своему брату Джону.
Из всей семьи только сын Джона и Эбби, Дэнни, рад видеть своего дядю. Джона и Эбби срочно вызывают в больницу, где они работают, и те с тяжёлым сердцем оставляют Ника присматривать за своими тремя детьми.
В канун Рождества у дома появляется Санта-Клаус с машинкой остановки времени. В результате несчастного случая Санта теряет сознание, а обязанность по доставке подарков детям берут на себя Ник с Дэнни. Вскоре Дэнни понимает, что Ник его обманул и попросту обокрал Санту. Санта-Клаус приходит в себя, и Дэнни объясняет ему сложившуюся ситуацию.
Тем временем, Ник встречает на улице бандитов, угрожавших ему, но те не узнаю́т его в костюме Санты и спрашивают дорогу к дому Джона. Ник понимает, что его выследили, и теперь трое его племянников находятся в опасности. Он бросается обратно, успевает вовремя и с помощью волшебного прибора Санты наводит ужас на бандитов, заставляя тех бежать.
Ник возвращает устройство Санте и помогает ему починить сломанные сани. На следующее утро он обнаруживает подарок от Санта-Клауса: гитару, о которой мечтал с детства, но которую получил только теперь, когда волшебник вычеркнул его из списка непослушных детей.

## В ролях
- Джош Цукерман — Дэнни Ригли
- Бренда Грейт — Кейтлин Ригли
- Фис Уильямс — Питер Ригли
- Брайан Крэнстон — Ник Ригли, дядя Дэнни и Кейтлин
- Барклей Хоуп — Джон Ригли, отец Дэнни и Кейтлин
- Торри Хиггинсон — Эбби Ригли, мать Дэнни и Кейтлин
- Джефферсон Маппин — Санта-Клаус

## Награды и номинации
В 2002 году фильм номинировался на 5 номинаций различных наград и выиграл 2 из них.